# Unie van het Centrum
De Unie van het Centrum (Italiaans: Unione di Centro, UdC), voorheen genaamd Unie van Christen- en Centrum-Democraten (Italiaans: Unione dei Democratici Cristiani e di Centro, UDC), is een centrumrechtse Italiaanse christendemocratische partij. Zij staat onder leiding van professor Rocco Buttiglione, die minister van gemeenschapspolitiek was in de tweede regering-Berlusconi.
De UDC ontstond in 2002 door een fusie van het Centro Cristiano Democratico (CCD) van Pier Ferdinando Casini en Marco Follini, de Cristiano Democratici Uniti (CDU) van Rocco Buttiglione en Democrazia Europea (DE) van Sergio D'Antoni. De nieuwe partij trad toe tot Berlusconi's centrumrechtse Huis van de Vrijheden-coalitie (Casa delle Libertà). Binnen het Huis van de Vrijheden behoort de UDC tot de meer gematigde partijen, zoals de Nuovo PSI, de Republikeinse Partij van Italië en de Nuova DC.
Tot 15 oktober 2005 stond de UDC onder leiding van Marco Follini en sindsdien van Rocco Buttiglione. Op 27 oktober 2005 werd Lorenzo Cesa, een Europees Parlementslid, tot nieuwe secretaris van de UDC gekozen. De werkelijke leider van de UDC is echter Pier Ferdinando Casini.
Na de verkiezingsnederlaag van het Huis van de Vrijheden bij de regionale verkiezingen van april 2005 trad de UDC uit de regering, maar bij de nieuwe formatie onder Silvio Berlusconi trad de UDC weer toe. Wel eiste de UDC meer aandacht voor de sociale problematiek in (Zuid-)Italië.
Bij de Italiaanse parlementsverkiezingen van 2006 behaalde de UDC 6,8% van de stemmen, in de Kamer van Afgevaardigden goed voor 39 zetels en Senaat 21 zetels. De UDC deed niet mee met het Volk van de Vrijheid van Silvio Berlusconi voor de parlementsverkiezingen van 2008, maar deed zelfstandig mee, in samenwerking met Rosa Bianca.
Bij de Europese verkiezingen van 2004 behaalde de UDC 5,9% van de stemmen, goed voor 5 zetels in het Europees Parlement. De UDC is aangesloten bij de Europese Volkspartij.
Zij werd in 2008 gevormd door de Unie van Christen- en Centrum-Democraten en de Rosa Bianca, om gezamenlijk mee te doen bij de parlementsverkiezingen van april 2008. Bij deze verkiezingen was UDC-leider Pier Ferdinando Casini kandidaat-premier namens de coalitie.
De coalitie kreeg in het Huis van Afgevaardigden 36 zetels en in de Senaat 3 zetels. Vergeleken met de verkiezingen van 2006 is dat een verlies van 3 zetels in het Huis van Afgevaardigden en een verlies van 18 zetels in de Senaat.
Pier Ferdinando Casini feliciteerde Silvio Berlusconi met zijn overwinning: "We zullen een oppositiepartij worden die zal investeren in de politieke toekomst van dit land. We zullen voor wetten stemmen die we nuttig achten en tegen wetten stemmen die dat niet zijn. Vandaag heeft Berlusconi de scepter in zijn hand en ik wens hem veel succes".

## Kranten
- Notiziario Centrista

## Partijleiding

### Voorzitter
- Rocco Buttiglione - 2002-heden

### Secretarissen
- Marco Follini - 2002-2005
- Lorenzo Cesa - 2005-heden

## Uitslagen
| Jaar                     | parlement                       | %       | zetels |
| ------------------------ | ------------------------------- | ------- | ------ |
| 2001 (Lijst Biancofiore) | Kamer van Afgevaardigden Senaat | -       | 38 30  |
| 2006                     | Kamer van Afgevaardigden Senaat | 6,8     | 39 21  |
| 2008                     | Kamer van Afgevaardigden Senaat | 5,6 5,7 | 36 3   |
| 2013                     | Kamer van Afgevaardigden Senaat | 1,8 -   | 8 2    |

| Jaar                 | parlement          | %   | zetels |
| -------------------- | ------------------ | --- | ------ |
| 2004                 | Europees Parlement | 5,9 | 5      |
| 2009                 | Europees Parlement | 6,5 | 5      |
| 2014 (Lijst NCD-UdC) | Europees Parlement | -   | 1      |